# Ларссон, Нина
Нина Ларссон (швед. Nina Larsson; род. 28 сентября 1976, Trollhättan church parish, Эльвсборг) — шведский политический и государственный деятель. Член партии «Либералы». Министр по вопросам равноправия Швеции с 1 апреля 2025 года. Депутат риксдага в 2006—2014 годах.

## Биография
Родилась 28 сентября 1976 года.
В 1997 году призвана в Вооружённые силы Швеции. В 1999—2001 годах прошла курс в Военной академии Карлберг, стала офицером. Уволена со службы в 2004 году.
В 2016—2019 годах — председатель Studieförbundet Vuxenskolan — образовательного объединения в области образования для взрослых. В 2022—2023 годах — член правления Совета народного образования, который распределяет финансовую поддержку Министерства образования среди учреждений народного образования (folkbildning).
В 2015—2016 годах — председатель правления компании Karlstad Airport AB, оператора аэропорта Карлстад.
В 2019—2020 годах — председатель правления ИТ-компании TelliQ AB. В 2019—2024 годах была главным консультантом в консалтинговой компании 4C Strategies. В конце 2024 года назначена CEO компании Knowit Dataunit, дочерней компании Knowit, которая занимается ИТ-консалтингом.

## Политическая карьера
В 2004—2006 годах — секретарь молодёжной организации «Либералов» (LUF).
По результатам парламентских выборов 2006 года избрана депутатом риксдага в лене Вермланд от партии «Либералы». Переизбрана на выборах 2010 года.
В 2010—2014 годах — секретарь партии «Либералы».
В 2006—2007 годах — член правления Государственного управления малонаселенных территорий — агентства при Министерстве предпринимательства и инноваций Швеции. В 2015—2019 годах — член Комитета по экспортному контролю (EKR), назначаемого риксдагом, — консультативного органа при Инспекции по стратегической продукции (ISP) — государственном агентстве при Министерстве иностранных дел Швеции, контролирующего экспорт оружия и товаров двойного назначения. В 2024—2025 годах — член правления Шведского агентства международного развития (Sida) при Министерстве иностранных дел Швеции.
После отставки Паулины Брандберг назначена министром по вопросам равноправия и трудовой политики  в коалиционном правительстве под руководством премьер-министра Ульфа Кристерссона. 28 июня назначена министром по вопросам равноправия.

## Личная жизнь
Живёт в Ханинге.
Имеет двух детей.